# Pérdida de masa estelar

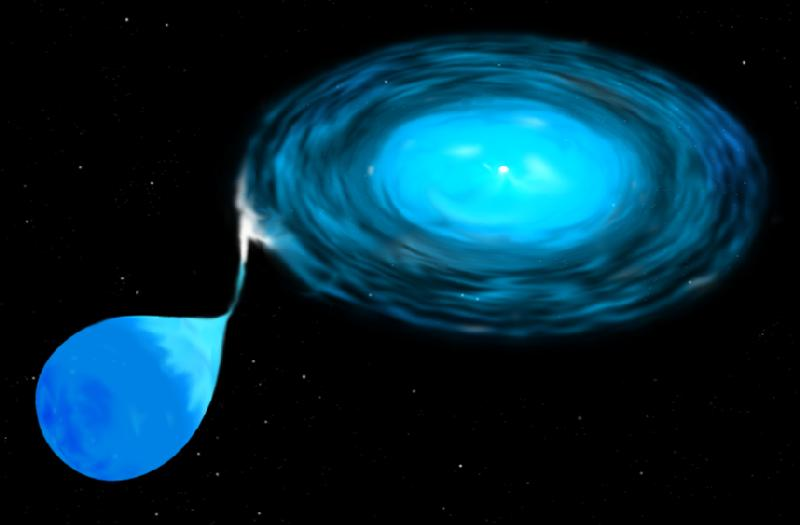
Estrella perdiendo su masa estelar

En astronomía, la pérdida de masa estelar es un fenómeno observado en algunas estrellas masivas. Tiene lugar cuando un acontecimiento desencadenante provoca la eyección de una parte significativa de la masa estelar, o cuando existe una pérdida gradual de material, bien hacia una compañera binaria o bien hacia el espacio interestelar.

## Causas
Un número de factores pueden contribuir a la pérdida de masa en estrellas gigantes, entre los que cabe citar:
- Atracción gravitatoria por parte de una compañera binaria
- Acontecimientos del tipo eyección de masa coronal
- Ascenso al estado de supergigante o gigante roja

### Pérdida de masa gravitacional
En ocasiones, cuando una estrella es miembro de un sistema binario cuyas componentes están muy próximas, la fuerza de marea que experimentan los gases cerca del centro de masas es suficiente para que exista transferencia de gases de una estrella a otra. Este efecto es especialmente notable cuando la acompañante es una enana blanca, una estrella de neutrones o un agujero negro.

### Eyección de masa
Ciertas clases de estrellas, como las estrellas de Wolf-Rayet, son suficientemente masivas y distendidas para que las capas exteriores estén solo débilmente ligadas. A menudo, acontecimientos tales como llamaradas estelares y eyecciones de masa coronales pueden tener el suficiente alcance para expulsar parte del material exterior hacia el espacio.

### Pérdida de masa en gigantes rojas
Las estrellas que se encuentran en la fase de gigante roja son notables por su rápida pérdida de masa. Como en el caso anterior, las capas exteriores de la estrella se encuentran solo débilmente ligadas, y pueden ser expulsadas por acontecimientos violentos como el comienzo de un flash de helio en el núcleo. El estado final de una gigante roja también da lugar a una pérdida total de masa cuando la estrella se desprende de sus capas externas para formar una nebulosa.